# Лано Гранд (Тексас)
Лано Гранд (енгл. Llano Grande) насељено је место без административног статуса у америчкој савезној држави Тексас.

## Демографија
По попису из 2010. године број становника је 3.008, што је 325 (-9,8%) становника мање него 2000. године.
| Група             | 2000.         | 2010.         |
| Белци             | 369 (11,1%)   | 510 (17,0%)   |
| Афроамериканци    | 2 (0,1%)      | 10 (0,3%)     |
| Азијати           | 12 (0,4%)     | 4 (0,1%)      |
| Хиспаноамериканци | 2.947 (88,4%) | 2.487 (82,7%) |
| Укупно            | 3.333         | 3.008         |